# OPN5
OPN5, ili Opsin-5, je protein koji je kod čoveka kodiran OPN5 genom.
Opsini su članovi familije G protein-spregnutih receptora. Ovaj opsinski gen je izražen u oku, mozgu, testisima, i kičmenoj moždini. On pripada sedam-eksonskog familiji sisarskih opsina koja obuhvata peropsin (RRH) i retinalni G protein spregnuti receptor (RGR). Kao i drugi opsinski geni, ovaj gen može da kodira protein sa fotoizomeraznom aktivnošću. Alternativno splajsovanje dovodi do višestrukih transkriptnih varijanti koje kodiraju različite izoforme.

## Literatura
1. ↑  Tarttelin EE, Bellingham J, Hankins MW, Foster RG, Lucas RJ (2003). „Neuropsin (Opn5): a novel opsin identified in mammalian neural tissue”. FEBS Lett. 554 (3): 410—6. PMID 14623103. doi:10.1016/S0014-5793(03)01212-2.
2. ↑  Fredriksson R, Hoglund PJ, Gloriam DE, Lagerstrom MC, Schioth HB (2003). „Seven evolutionarily conserved human rhodopsin G protein-coupled receptors lacking close relatives”. FEBS Lett. 554 (3): 381—8. PMID 14623098. doi:10.1016/S0014-5793(03)01196-7.
3. 1 2  „Entrez Gene: OPN5 opsin 5”.

## Dodatna literatura
- Terakita A (2006). „The opsins.”. Genome Biol. 6 (3): 213. PMC 1088937 . PMID 15774036. doi:10.1186/gb-2005-6-3-213.
- Strausberg RL; Feingold EA; Grouse LH;  . (2003). „Generation and initial analysis of more than 15,000 full-length human and mouse cDNA sequences.”. Proc. Natl. Acad. Sci. U.S.A. 99 (26): 16899—903. PMC 139241 . PMID 12477932. doi:10.1073/pnas.242603899.
- Vassilatis DK; Hohmann JG; Zeng H;  . (2003). „The G protein-coupled receptor repertoires of human and mouse.”. Proc. Natl. Acad. Sci. U.S.A. 100 (8): 4903—8. PMC 153653 . PMID 12679517. doi:10.1073/pnas.0230374100.
- Mungall AJ; Palmer SA; Sims SK;  . (2003). „The DNA sequence and analysis of human chromosome 6.”. Nature. 425 (6960): 805—11. PMID 14574404. doi:10.1038/nature02055.
- Ota T; Suzuki Y; Nishikawa T;  . (2004). „Complete sequencing and characterization of 21,243 full-length human cDNAs.”. Nat. Genet. 36 (1): 40—5. PMID 14702039. doi:10.1038/ng1285.
- Gerhard DS; Wagner L; Feingold EA;  . (2004). „The status, quality, and expansion of the NIH full-length cDNA project: the Mammalian Gene Collection (MGC).”. Genome Res. 14 (10B): 2121—7. PMC 528928 . PMID 15489334. doi:10.1101/gr.2596504.